# Fenestrulina fritilla
Fenestrulina fritilla är en mossdjursart som beskrevs av Hayward och Ryland 1990. Fenestrulina fritilla ingår i släktet Fenestrulina och familjen Microporellidae. Inga underarter finns listade i Catalogue of Life.